# Marcel Hermans
Pour les articles homonymes, voir Hermans.
Marcel Hermans  est un footballeur belge, né le 3 novembre 1944. 
Il a joué dans les années 1960 au Royal Beerschot AC où il marque 21 buts en 136 matches de championnat de Division 1 et perd une finale de Coupe de Belgique en 1968 aux  tirs au but contre le FC Bruges.